# Abudefduf bengalensis
Abudefduf bengalensis, jedna od 20 vrsta riba poznatih u rodu Abudefduf. Također je ne-migratorska riba vezana uz grebene zapadnog Pacifika, od istočnog dijela Indijskog oceana do Japana i Australije.
Ova malena riba dugačka do 17. centimetara živi pojedinačno ili u malenim skupinama na dubini od jedan do šest metara uz obalne grebene i po lagunama, hraneći se algama, puževima i malenim račićima. Kao i kod vrste Abudefduf abdominalis mužjak brine o jajima koja se pridržavaju za podlogu.
Na njoj se ističe pet okomitih crnih pruga i jedna skroz uz rep.

## Sinonimi i vernakularni nazivi
za nju postoji više sinonimnih naziva, a od uobičajenih brojnih narodnih nazivato su: Bengal Sergeant, Narrow-banded Sergeant Major, Cá Thia ben-gan (vijetnamski), Betok laut, Gombing i Bombin (malajski), Limoulang (karolinski), Moong i Patang kapal (cebuanski), Tenjiku-suzumedai (japanski), Kukumanali (Misima-Paneati), Smalbåndet sergentfisk (danski), nekoliko mandarinskih naziva među kojima 孟加拉国豆娘鱼, i na korejskom 흑줄돔.

### Sinonimi
- Abudefduf palmeri (Ogilby, 1918)
- Abudefduf septemfasciatus (non Cuvier, 1830)
- Chaetodon bengalensis Bloch, 1787
- Glyphidodon affinis Günther, 1862
- Glyphisodon palmeri Ogilby, 1918
- Labrus macrogaster Lacepède, 1801

## Galerija
- Abudefduf bengalensis
- Abudefduf bengalensis